# Feuer (Lied)
Feuer war der deutsche Beitrag zum Eurovision Song Contest 1978, der von Ireen Sheer in deutscher Sprache gesungen wurde. Es war Sheers zweiter Eurovision-Auftritt, nachdem sie 1974 Luxemburg mit Bye Bye I Love You, im Wesentlichen in französischer Sprache, vertreten hatte.

## Musik und Text
Das Lied ist ein Up-Tempo-Schlager über die Macht und das „Feuer“ der Liebe. Die Protagonistin hat sich zwar „geschworen“, sich nie „von den Männern dressier’n“ zu lassen, erliegt jedoch dennoch der Versuchung der Liebe, die sich letztlich aber nicht als gefährlich entpuppt: „Lauf’ nicht davon, wenn Du fühlst es ist da. / Du bist gar nicht in Gefahr.“

## Entstehung und Rezeption
Das Lied wurde von Jean Frankfurter und John Möring geschrieben und von Frankfurter produziert. Die Single erschien im März 1978 bei EMI/Electrola. Der Song erreichte Platz 39 der deutschen Charts und war fünf Wochen platziert. Sheer nahm Feuer auch in englischer Sprache als Fire auf.
Sheer sang den Song dreimal in der ZDF-Hitparade, zu einer Zeit, als diese nach Verkaufszahlen organisiert war, am 29. Mai 1978 (Platz 16), am 26. Juni 1978 (Platz zehn) und am 24. Juli 1978 (Platz 15).
2019 nahm Ireen Sheer Feuer neu auf und sang das Lied unter anderem bei Willkommen bei Carmen Nebel.

## Song Contest
Die Titelauswahl war in Deutschland im Vorfeld des Wettbewerbs Gegenstand von Diskussionen. Der in diesem Jahr zuständige Südwestfunk in Baden-Baden verständigte sich nur nach internem Hin und Her auf die Sängerin, die jedoch den Vorentscheid 1978 knapp gewonnen hatte; sie galt so als „eine Art Notlösung“. Am 15. April 1978 stellte Ireen Sheer den Song in der Sendung Auf Los geht’s los mit Joachim Fuchsberger vor. Die Kritiker in Deutschland schrieben, sie sei „chancenlos“ in Paris. Doch Sheer lieferte einen professionellen Auftritt ab, betrat scheinbar gelassen in einem langen weißen Kleid mit einem kleinen Pelzbolero die Bühne in Paris und konnte auch gesanglich überzeugen. Das Lied wurde beim Song Contest an dreizehnter Stelle aufgeführt, zwischen Nilüfer und Nazar aus der Türkei mit Sevince und Caline & Olivier Toussaint aus Monaco mit Les jardins de Monaco. Jean Frankfurter dirigierte das Orchester. Am Ende der Abstimmung hatte es 84 Punkte erreicht und belegte damit den 6. Platz von 20 Beiträgen.
Ireen Sheer kehrte 1985 zum Wettbewerb zurück, vertrat dann erneut Luxemburg und gehörte der Gruppe Margo, Franck Olivier, Diane Solomon, Ireen Sheer, Chris und Malcolm Roberts mit Children, Kinder, Enfants an.

## Coverversionen
Eine Coverversion existiert in finnischer Sprache von Päivi als Palaa mit einem Text von Juha Vainio. Außerdem existiert eine Version von Hape Kerkeling.